# Гета-Ельв
Гета-Ельв, також Йота-Ельв (швед. Göta älv) — річка на півдні Швеції, має найбільший басейн серед річок країни. Довжина річки становить 93 км, площа басейну — близько 50229,3 км². На річці побудовано 4 ГЕС.

## Географія
Річка бере початок з озера Венерн. Біля її витоків лежать міста Венерсборг (на правому березі) і Варген (на лівому березі). Впадає у протоку Каттегат, у гирлі лежить місто Гетеборг.

## ГЕС
На річці Гете-Ельв зведено 4 ГЕС з середнім річним виробництвом близько 1635 млн кВт·год. На гідроелектростанціях використовуються турбіни двох типів — радіально-осьові (турбіни Френсіса) і обертово-лопатеві (турбіни Каплана). Також планується бідівництво ГЕС «Thorskogs slott».
| № | Назва | Назва швед- ською     | Роз- ташуван- ня | Рік введен- ня в дію | Встанов- лена потуж- ність, МВт | Середнє річне вироб- ництво, млн кВт·год | Висота падіння води, м |
| - | ----- | --------------------- | ---------------- | -------------------- | ------------------------------- | ---------------------------------------- | ---------------------- |
| 1 |       | Vargöns kraftverk     | Варген           | 1934                 | 34                              | 165                                      | 5,2                    |
| 2 |       | Olidans kraftverk     | Трольгеттан      | 1914                 | 220                             | 1260                                     | 32                     |
| 3 |       | Hojums kraftverk      | Трольгеттан      | 1943                 | 170                             |                                          | 32                     |
| 4 |       | Lilla Edets kraftverk | Лілла-Едет       | 1926                 | 39                              | 220                                      | 7,3                    |